# بیت کاری
بیت کاری (Bēt-Kari، به معنی خانهٔ مهاجران) نام یکی از ایالات آشوریان در سرزمین ماد به مرکزیت کار-کاشی بود. این ایالت به احتمال زیاد در سال ۷۱۰ پیش از میلاد و از ایالت خارخار یا ایالت کیشه‌سو جدا شد. آشوریان در این ایالت قدرت چندانی نداشتند، به‌طوری‌که برای حفظ آن و اخذ مالیات از مردم همواره متوسل به زور می‌شدند. ایالت بیت کاری در ناحیهٔ شمال غربی همدان کنونی و احتمالا در دامنه کوه الوند و در روستای موییجین واقع بوده‌است.این ایالت بعد ها با ایالات مادا و ساپاردا انقیاد یافت و با شورش علیه حکومت اشور حکومت این نواحی را بدست گرفته و حکومت واحد ماد را تشکیل دادند به مرکزیت دژ کارکاشی که بعدها هگمتانه نامیده شد.

## اهمیت سیاسی بیت‌کاری
در ماه نیسان (مارس-آوریل) سال ۶۷۳ پیش از میلاد، خشثریتی دوّمین پیشوای قبایل ماد و کدخدای ده بیت‌کاری توانست با جلب یاری مامی‌تیارشو کدخدای پیشین‌  ده مادا و دوساننی کدخدای پیشین  ده ساپاردا قیامی را علیه آشور ترتیب دهد و رهبری قیام قبایل ماد را شخصاٌ برعهده گیرد. در نهایت وی با برانداختن قدرت آشور در این سه ایالت‌ توانست دولت واحدی تأسیس کند و پیش زمینهٔ پادشاهی مستقل ماد را احیاء نماید. منابع میخی آشور بعد از آن تاریخ به جای نام سه ایالت مزبور از پادشاهی مستقل ماد یاد می‌کنند که خود زادهٔ قیام سال - ۶۷۳ پ. م.- بوده‌است.

### موقعیت بیت کاری

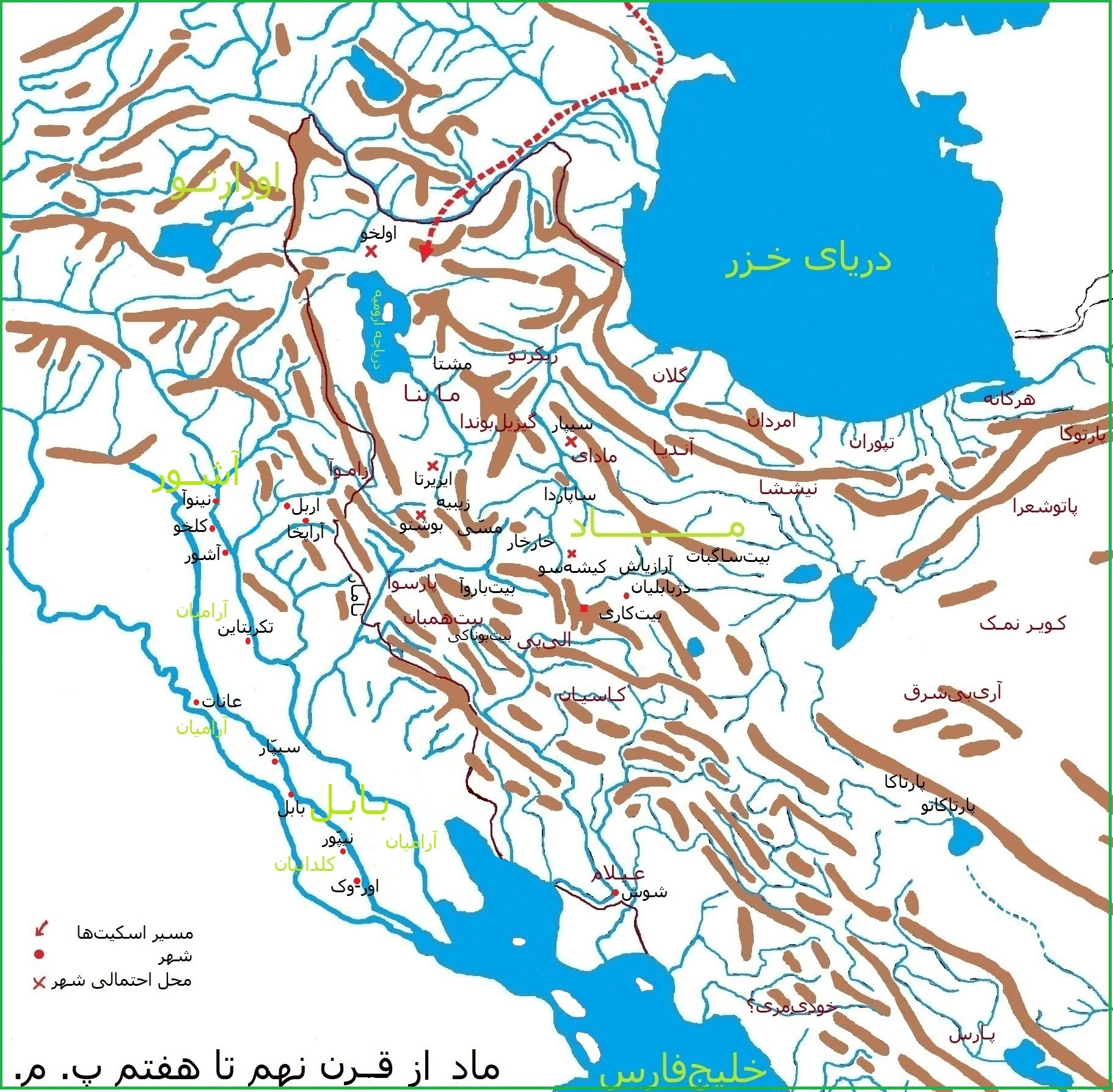
نقشهٔ ماد و ماننا قرن‌های ۹ تا ۷ پ. م.

ایالت موسوم به بیت کاری که مرکز آن دژ کارکاشی بود در ناحیهٔ همدان قرار داشت. منزلگاه کاسیان، دژ بابلیان و دژ سیلحازی به احتمال قوی همان کارکاشی بوده‌است. این محل در یکی از نقاط جنوب غربی خاک ماد قرار قرار داشته و بعدها پایتخت پادشاهی ماد هنگمتنه  که محل اجتماع نامیده می‌شد در همان ناحیه قرار تشکیل شد.
مقرّ خشثریته موسوم به کارکاشی مرکز کشور بیت کاری، منزلگاه کاسیان نامیده می‌شد و محتملا آن را دژ بابلیان نیز می‌خواندند. و در آنجا به پرستش خدایان بابل (مردوک) سرگرم بودند، این ناحیه در مرز جغرافیایی زبان‌های ایرانی و کاسپی قرار داشت و در پیرامون آن نواحی، قبایل کاسی و عیلامی و آرامی و از مهاجران آشور مسکن داشتند. طبیعی است که زبان رسمی پادشاهی ماد زبان مشترک بین‌القبایل باشد.
پادشاهی بزرگ ماد به آن صورتی که توسط خشثریتی ایجاد شده بود هنوز آن کشور مادیی که در مرزهای تاریخی خویش مستقر گشته باشد، نبوده است. فقط در سال - ۶۷۲ پ. م. - سه ناحیهٔ  بیت کاری، مادا و ساپاردا توأماً سرزمین پادشاهی بزرگ ماد را تشکیل می‌داد. یعنی  اتحاد قبایل ماد، ماننا و اسکیت‌های اشکودا به معنی محدود کلمه، تکوین یافت.

## آثار ماد و ماننا
از آغاز هزارهٔ یکم پ. م.

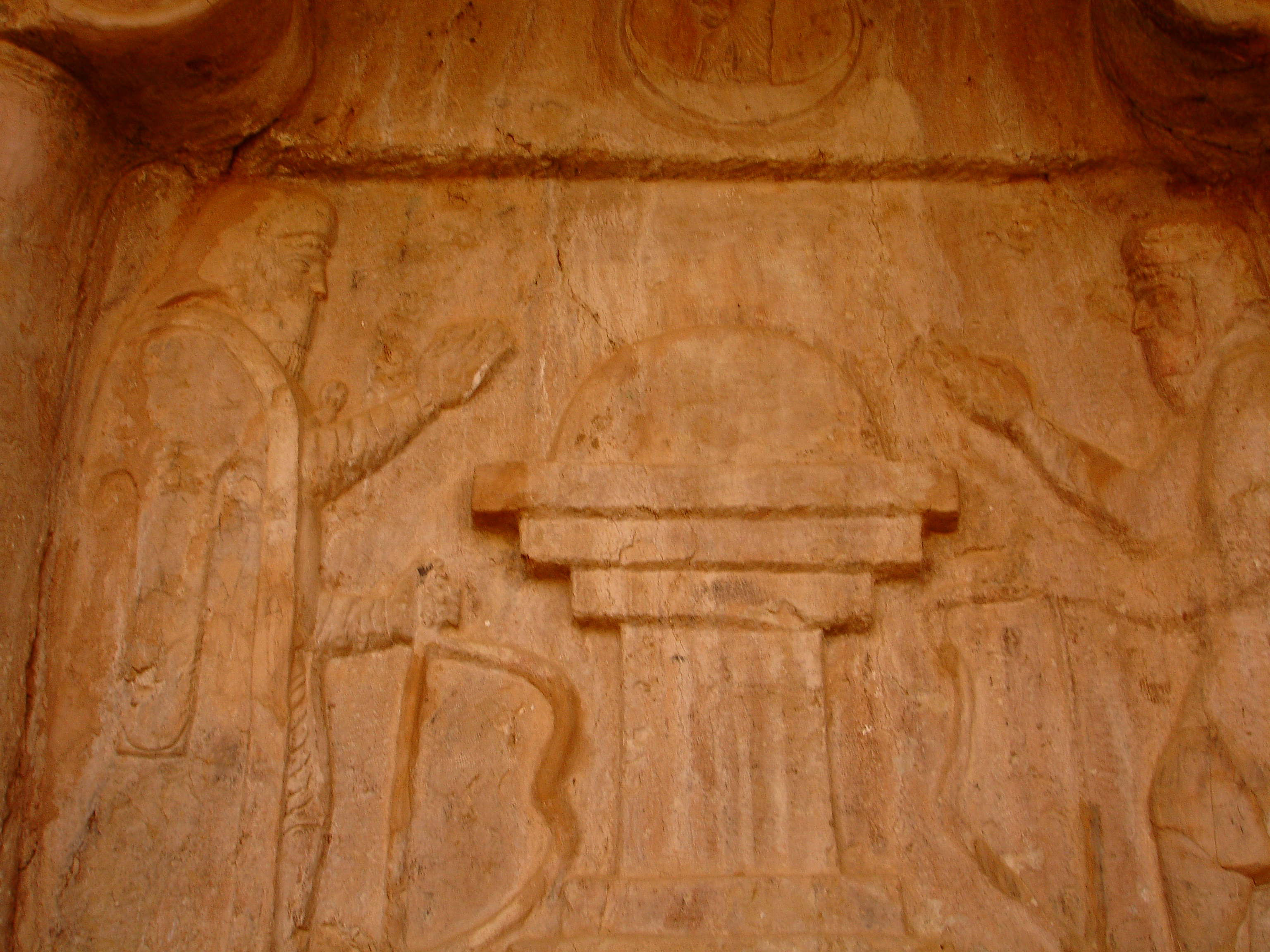
خشثریتی سمت راست
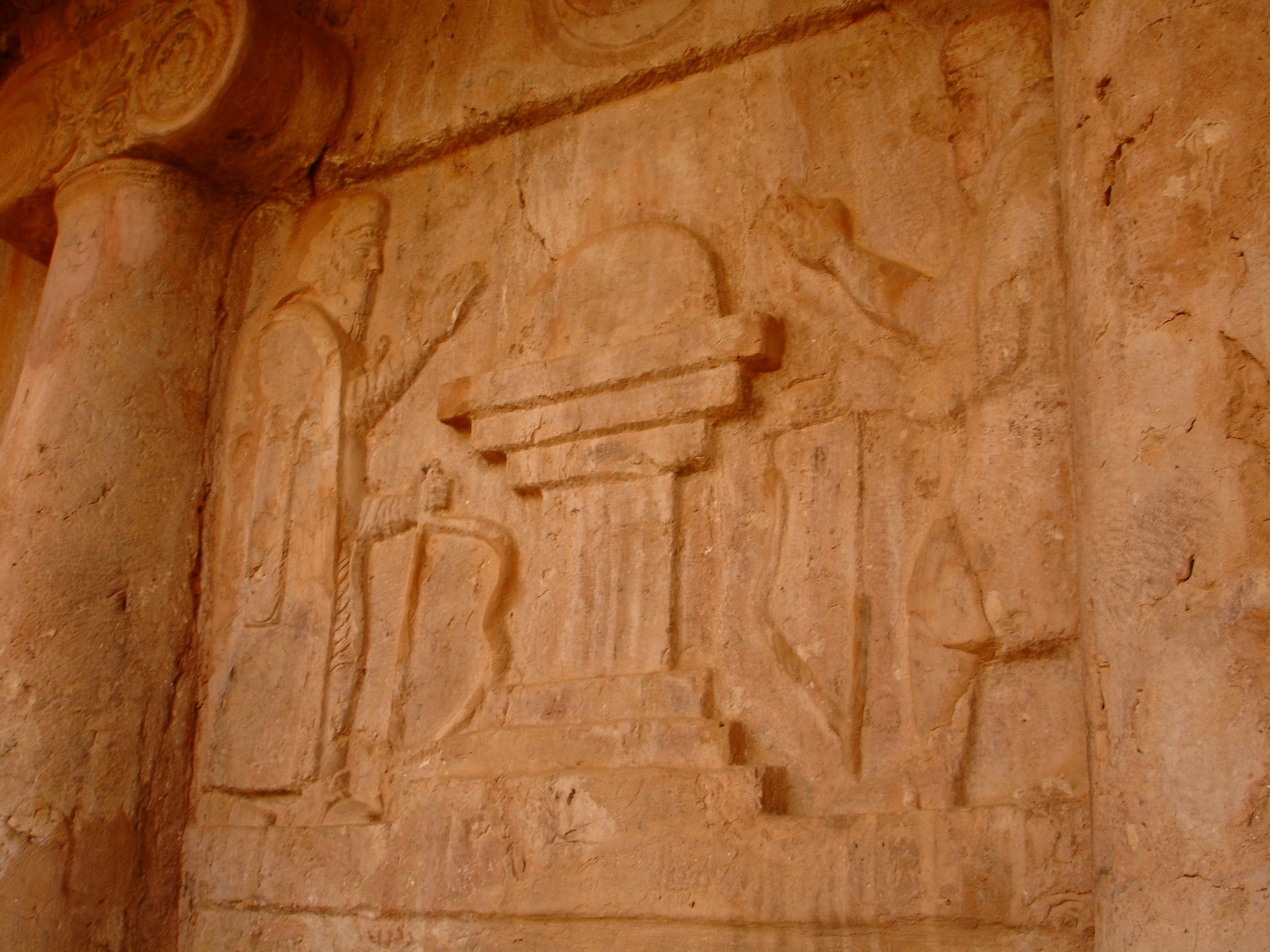
سر در گوردخمه
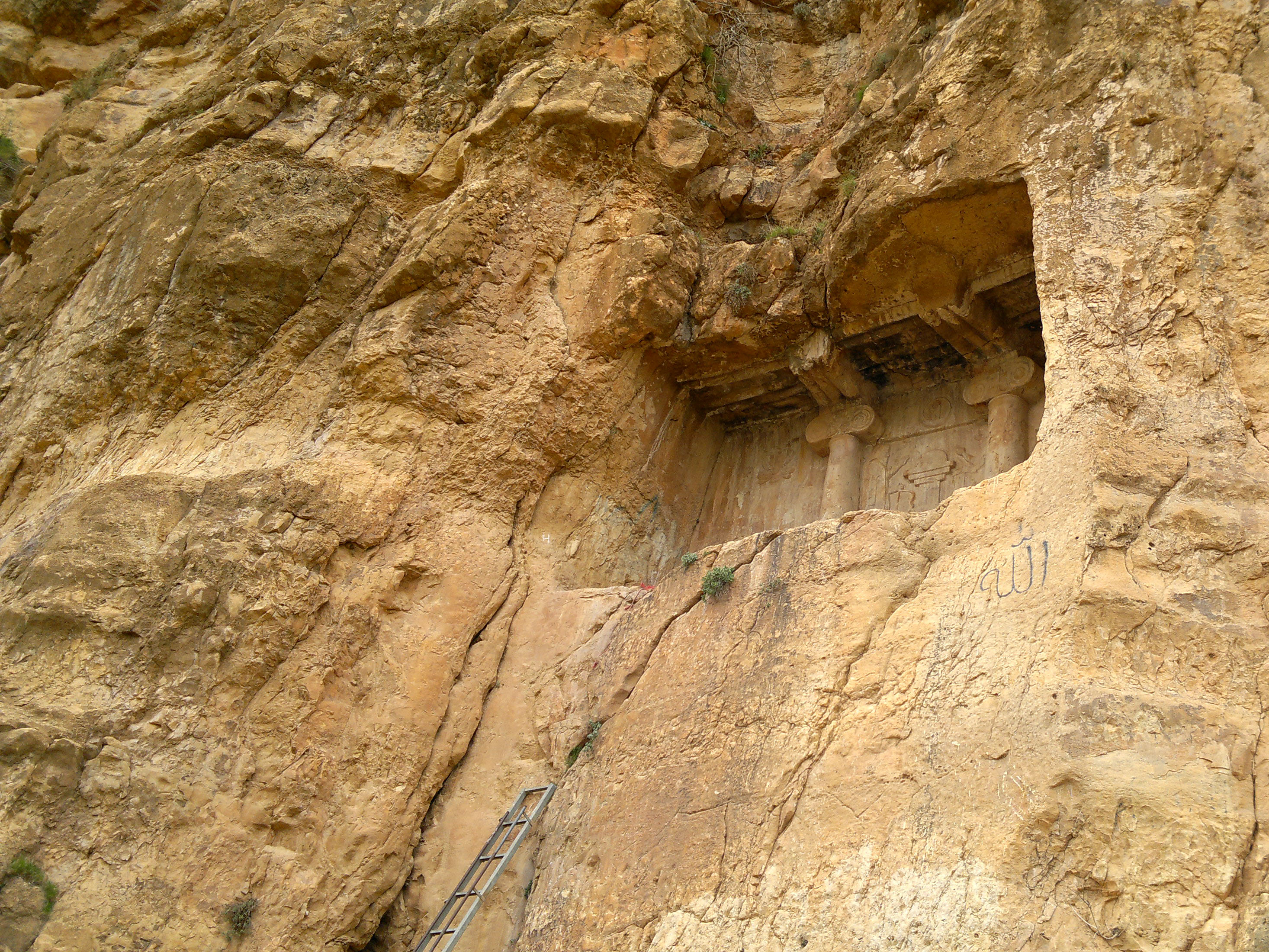
احتمالا گور خشثریتی
اسیران مادی